# Mistrzostwa Europy Juniorów w Saneczkarstwie 1968
14. Mistrzostwa Europy juniorów w saneczkarstwie 1968 odbyły się 27 stycznia w Schönau am Königssee, w Niemczech Zachodnich. Rozegrane zostały trzy konkurencje: jedynki kobiet, jedynki mężczyzn oraz dwójki mężczyzn. W klasyfikacji medalowej najlepsi byli reprezentanci NRD. Polacy zdobyli jeden medal - na najniższym stopniu podium w jedynkach stanęła Wiesława Martyka.

## Terminarz
| Data             | Miejscowość          | Konkurencja      | Złoto                           | Srebro                        | Brąz                          |
| ---------------- | -------------------- | ---------------- | ------------------------------- | ----------------------------- | ----------------------------- |
| 27 stycznia 1968 | Schönau am Königssee | Jedynki kobiet   | Dana Beldová                    | Angela Knösel                 | Wiesława Martyka              |
| 27 stycznia 1968 | Schönau am Königssee | Jedynki mężczyzn | Siegfried Müller                | Karl-August Remmers           | Wolfram Fiedler               |
| 27 stycznia 1968 | Schönau am Königssee | Dwójki mężczyzn  | Siegfried Müller Bernd Rossmann | Rudolf Schmid Franz Schachner | Josef Nagele Raimund Köfinger |

## Wyniki

### Jedynki kobiet
- Data / Początek: Sobota 27 stycznia 1968

| Medal | Zawodniczka            | Narodowość |
| ----- | ---------------------- | ---------- |
|       | Anna Beldova           | Czechy     |
|       | Angela Knösel          | NRD        |
|       | Wiesława Martyka       | Polska     |
| 4.    | Jadwiga Siuda          | Polska     |
| 5.    | Annelie Darr           | NRD        |
| 6.    | Cordula Kriegelsteiner | Austria    |
| 7.    | Christa Decker         | NRD        |
| 8.    | Hanna Ryskova          | Czechy     |
| 9.    | Margit Graf            | Austria    |
| 10.   | Zofia Huta             | Polska     |
| 11.   | Gabriele Stürmer       | NRD        |
| 12.   | Berit Salomonsson      | Szwecja    |
| 13.   | Elisabeth Demleitner   | RFN        |
| 14.   | Barbara Piecha         | Polska     |
| 15.   | Dassa Lanska           | Czechy     |
| 16.   | Ulrike Otto            | RFN        |
| 17.   | Brigitte Kleinhofer    | Austria    |
| 18.   | Maria Fleissner        | Austria    |
| 19.   | Helga Heinzle          | Austria    |
| 20.   | Maria Janusz           | Polska     |
| 21.   | Barbara Wziontek       | RFN        |
| 22.   | Gisela Otto            | RFN        |
| 23.   | Sigrun Schaller        | Austria    |
| 24.   | Paula Prigger          | Włochy     |
| 25.   | Hannelore Neudorfer    | RFN        |
| 26.   | Doris Rühl             | RFN        |
| 27.   | Helga Maier            | Włochy     |

### Jedynki mężczyzn
- Data / Początek: Sobota 27 stycznia 1968

| Medal | Zawodnik              | Narodowość |
| ----- | --------------------- | ---------- |
|       | Siegfried Müller      | NRD        |
|       | Karl August Remmers   | NRD        |
|       | Wolfram Fiedler       | NRD        |
| 4.    | Frantisek Halír       | Czechy     |
| 5.    | Hans Brandner         | RFN        |
| 6.    | Hans Münchmeyer       | NRD        |
| 7.    | Alfred Wieser         | Austria    |
| 8.    | Michael Stadler       | NRD        |
| 9.    | Janusz Krawczyk       | Polska     |
| 10.   | Karl-Heinz Hoch       | Austria    |
| 11.   | Karl Brunner          | Włochy     |
| 12.   | Ronald Gross          | NRD        |
| 13.   | Reinhard Ott          | RFN        |
| 14.   | Karl Tangl            | Austria    |
| 15.   | Alois Oberhofer       | Włochy     |
| 16.   | Josef Nagele          | Austria    |
| 17.   | Robert Jud            | Włochy     |
| 18.   | Peter Cerny           | Czechy     |
| 19.   | Ludwig Rauscher       | RFN        |
| 20.   | Alfred Pabst          | Włochy     |
| 21.   | Tadeusz Kasielski     | Polska     |
| 22.   | Peter Borcher         | RFN        |
| 23.   | Hans Widl             | RFN        |
| 24.   | Günter Resch          | NRD        |
| 25.   | Raimund Köflinger     | Austria    |
| 26.   | Volker Schulz         | RFN        |
| 27.   | Jan Janata            | Czechy     |
| 28.   | Petr Stefanjuk        | Czechy     |
| 29.   | Stanisław Walosek     | Polska     |
| 30.   | Willi Schuster        | Austria    |
| 31.   | Bernd Rosmann         | NRD        |
| 32.   | Richard Abl           | Austria    |
| 33.   | Klaus Piazza          | Włochy     |
| 34.   | Stefan Hölzlwimmer    | RFN        |
| 35.   | Rudolf Schmid         | Austria    |
| 36.   | Tomasz Underowicz     | Polska     |
| 37.   | Ivo Kriz              | Czechy     |
| 38.   | Wolfgang Kaiser       | RFN        |
| 39.   | Jan Pytko             | Polska     |
| 40.   | Romuald Siwicki       | Polska     |
| 41.   | Andrzej Smierzchalski | Polska     |
| 42.   | Sven-Erik Robertson   | Szwecja    |

### Dwójki mężczyzn
- Data / Początek: Sobota 29 stycznia 1968

| Medal | Zawodnik                           | Narodowość |
| ----- | ---------------------------------- | ---------- |
|       | Siegfried Müller Bernd Rossmann    | NRD        |
|       | Rudolf Schmid Franz Schachner      | Austria    |
|       | Josef Nagele Raimund Köflinger     | Austria    |
| 4.    | Hans Peter Borchers Reinhard Ott   | RFN        |
| 5.    | Hans Widl Stefan Hölzlwimmer       | RFN        |
| 6.    | Michael Stadler Günter Resch       | NRD        |
| 7.    | Alois Oberhofer Alfred Pabst       | Włochy     |
| 8.    | Johann Pechtl Erwin Lechleitner    | Austria    |
| 9.    | Richard Abl Franz Stieg            | Austria    |
| 10.   | Robert Jud Klaus Piazza            | Włochy     |
| 11.   | Romuald Siwicki Tadeusz Kasielski  | Polska     |
| 12.   | Stanisław Walosek Janusz Krawczyk  | Polska     |
| 13.   | Frantisek Halír Peter Cerny        | Czechy     |
| 14.   | Andrzej Smierzchalski Jan Pytko    | Polska     |
| 15.   | Volker Schulz Wolfgang Kaiser      | RFN        |
| 16.   | Hans Brandner Michael Silz         | RFN        |
| 17.   | Petr Stefanjuk Jan Janata          | Czechy     |
| 18.   | Tomasz Underowicz Janusz Borkowski | Polska     |

## Klasyfikacja medalowa
| Miejsce | Państwo |   |   |   | Razem |
| ------- | ------- | - | - | - | ----- |
| 1.      | NRD     | 2 | 2 | 1 | 5     |
| 2.      | Czechy  | 1 | 0 | 0 | 1     |
| 3.      | Austria | 0 | 1 | 1 | 2     |
| 4.      | Polska  | 0 | 0 | 1 | 1     |